# Justus Smith
Justus Ketchum Smith (ur. 28 marca 1922 w Spokane, zm. 20 listopada 2013 w Yorku) – amerykański wioślarz, złoty medalista olimpijski
Wystąpił na igrzyskach olimpijskich w Londynie w 1948 roku, gdzie osada USA w składzie: Ian Turner, Dave Turner, Jim Hardy, George Ahlgren, Lloyd Butler, Dave Brown, Justus Smith, John Stack i Ralph Purchase (sternik) wywalczyła złoty medal w ósemkach. W finale o 10,2 sekundy pokonali Brytyjczyków, a o 13,6 sekundy wyprzedzili Norwegów. Był to jego jedyny start olimpijski.
Kształcił się na Uniwersytecie Kalifornijskim w Berkeley, był architektem krajobrazu.